# GW170729
GW170729 est le nom du signal attribué à une observation directe d’ondes gravitationnelles annoncée le 30 novembre 2018. La détection a été faite le 29 juillet 2017 à 18 h 56 min 29,3 s UTC sur les deux sites américains jumeaux LIGO construits en Louisiane et dans l’État de Washington.
Le signal est issu de la fusion d'un trou noir binaire. Les deux trous noirs de masses respectives d'environ 50,6 et 
34,3 masses solaires ont fusionné en un trou noir de 80,3 masses solaires.
| Masse trou noir 1                            | 50,6+16,6 −10,2 {\displaystyle M_{\odot }}   |
| Masse trou noir 2                            | 34,3+9,1 −10,1 {\displaystyle M_{\odot }}    |
| Masse finale                                 | 80,3+14,6 −10,2 {\displaystyle M_{\odot }}   |
| Énergie rayonnée par ondes gravitationnelles | 4,8+1,7 −1,7 {\displaystyle M_{\odot }c^{2}} |
| Pic de luminosité                            | 4,2+0,9 −1,5 × 1056 erg.s−1                  |
| Distance de la source                        | 2 750+1 350 −1 320 Mpc                       |
| Redshift de la source                        | 0,48+0,19 −0,20                              |
| Spin du trou noir final                      | 0,81+0,07 −0,13                              |